# Giorgio Nicodemi
Pour les articles homonymes, voir Nicodemi.
Giorgio Nicodemi, né à Trieste le 29 mai 1891 et mort à Milan le 9 juin 1967, est un historien de l'art, muséologue et numismate italien.

## Œuvres
- Saggio su Francesco Filippini, Milan, 1933.